# Polyplocotes castaneus
Polyplocotes castaneus là một loài bọ cánh cứng trong họ Ptinidae. Loài này được Lea miêu tả khoa học năm 1912.